# عشق بی‌شرط

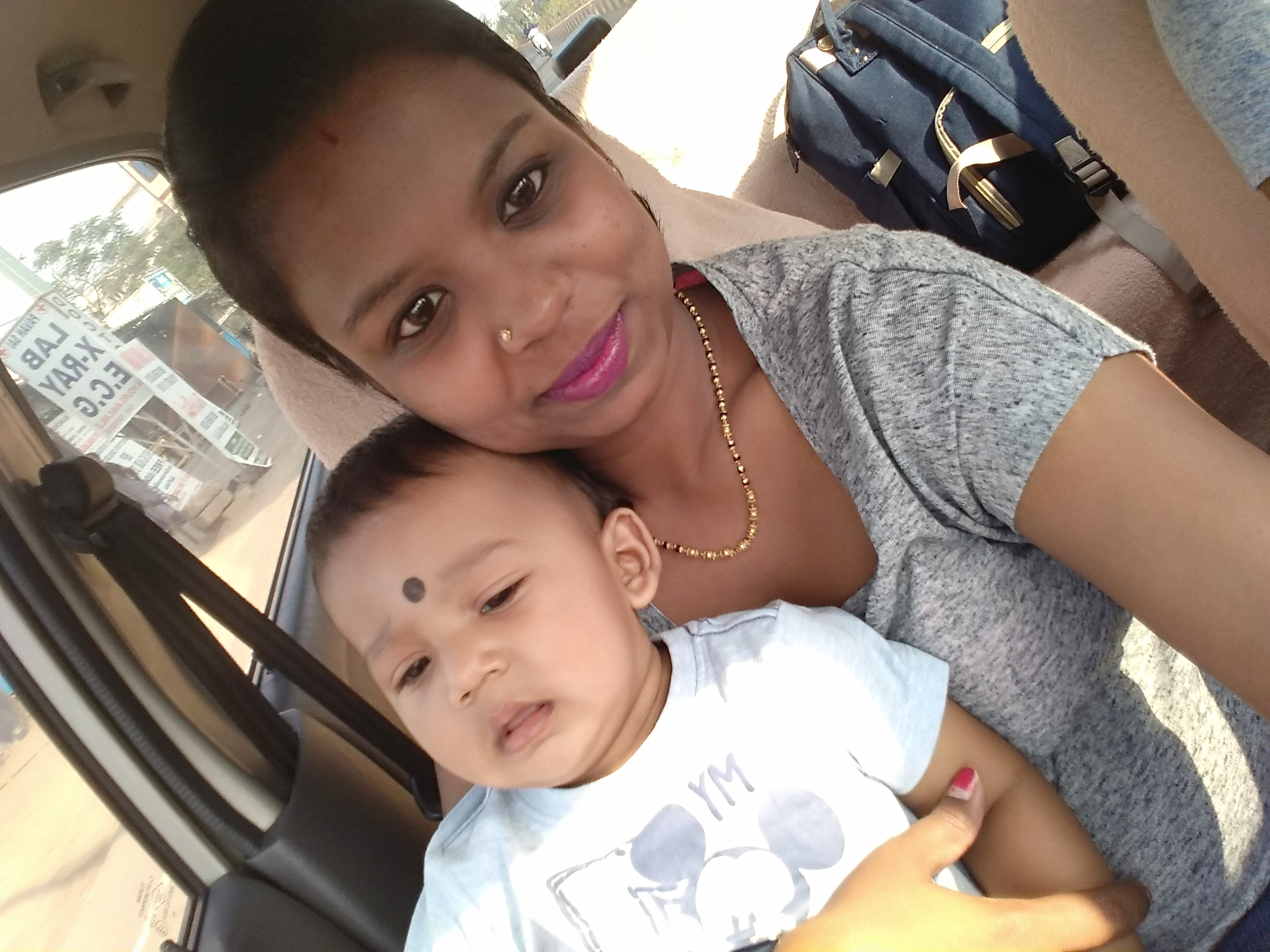
عشق مادرانه از نمونه‌های عشق بدون قید و شرط شناخته می‌شود.

عشق بی‌شرط به نوعی از محبت کردن گفته می‌شود که در آن هیچ قید، محدودیت یا شرطی وجود ندارد. این اصطلاح گاه با اصطلاحات دیگری مانند ایثار واقعی یا عشق کامل مربوط دانسته می‌شود. هر دیدگاه تخصصی‌ای روش خاصی برای توصیف عشق بی‌شرط دارد، اما بیشتر آنها موافقند که این نوع از عشق، عشقی است که هیچ محدودیتی ندارد و تغییرناپذیر است.
در مسیحیت، عشق بی‌شرط بخشی از چهار عشق است. محبت، دوستی، اروسی و نیکوکاری. در رفتارشناسی جانوران، عشق بی‌شرط به نوعی از ایثار گفته می‌شود که در آن رفتاری یا افرادی کمک به تناسب شخص دیگر می‌کنند ولی خودشان نفعی نمی‌برند. در روان‌شناسی، عشق بی‌شرط به حالت ذهنی گفته می‌شود که در آن فرد بدون هرگونه مدرک و فایده‌ای برای نفع خود، هدف افزایش رفاه دیگران را دارد. این اصطلاح همچنین به‌طور گسترده در کتابچه‌های مشاوره خانواده و زوج‌ها استفاده می‌شود. سگ‌ها غالباً نمونه‌هایی از جانورانی هستند که عشق بدون قید و شرط نشان می‌دهند.